# Papilionoidea
De Papilionoidea, in het Nederlands doorgaans dagvlinders genoemd, vormen een superfamilie in de orde van de vlinders. Deze groep telt bijna 19.000 soorten. Sinds de revisie van de orde Lepidoptera door Van Nieukerken et al. in 2011, worden de voormalige superfamilie Hesperioidea en de familie Hedylidae in deze superfamilie geplaatst. Daarmee omvat deze superfamilie alle groepen die traditioneel samen de "dagvlinders" genoemd werden. De groep omvat ongeveer twaalf procent van alle vlinders.

## Kenmerken

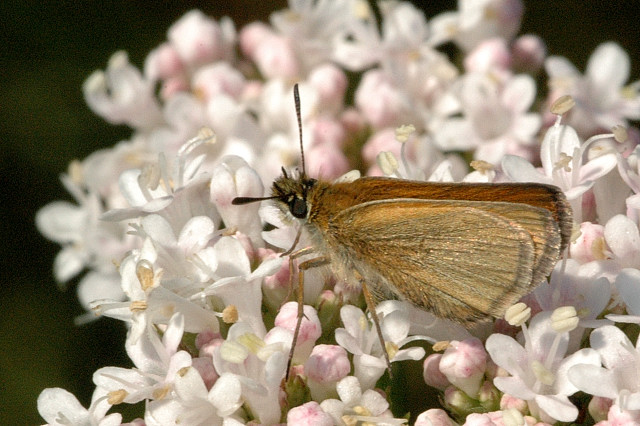
Een dikkopje, Thymelicus lineola laat de voor deze superfamilie karakteristieke rusthouding zien, met de boven het lichaam samengeklapte vleugels

De groep wordt gekenmerkt door draadvormige antennen die aan het eind verdikt zijn (overigens hebben ook enkele families die niet bij deze groep horen, zoals Castniidae en Zygaenidae, antennen met verdikte uiteinden), en de manier waarop de vleugels in rust boven het lichaam tegen elkaar worden gevouwen. Daarnaast zijn de meeste soorten dagactief.

## Families
- Hedylidae Guenée, 1858
- Hesperiidae Latreille, 1809 – Dikkopjes
- Lycaenidae Leach, 1815 – Kleine pages, vuurvlinders en blauwtjes
- Nymphalidae Rafinesque, 1815 – Schoenlappers, parelmoervlinders en zandoogjes
- Papilionidae Latreille, 1802 – Pages
- Pieridae Swainson, 1820 – Witjes
- Riodinidae Grote, 1895 – Prachtvlinders